# Jennifer Harman
Jennifer Harman (Reno, 29 novembre 1964) è una giocatrice di poker statunitense.

## Biografia
La Harman ebbe la possibilità di conoscere il poker sin da piccola, poiché nelle riunioni di famiglia e nelle feste i parenti erano soliti a giocare a questo gioco. Ad 8 anni giocò per la prima volta, ma negli anni dell'adolescenza vi furono momenti meno felici per la Harman: una rara malattia ai reni, infatti la costrinse a subire un trapianto.
Diplomatasi, iniziò a lavorare come cameriera in un casinò, ove alla fine della sessione si cimentava ella stessa al tavolo verde. Dopo un anno si iscrisse alla Nevada University nella facoltà di biologia. Visti i buoni guadagni al tavolo verde, decise di lasciare gli studi per dedicarsi al poker a tempo pieno. Sin dall'inizio giocò ai tavoli cash game dei casinò, facendo parte di un gruppo di giocatori quali Daniel Negreanu, Doyle Brunson e Chip Reese. La conoscenza di questi giocatori di alto livello le ha permesso di migliorarsi sempre più in molte specialità del poker.
Nel 2000 la Harman decise di iscriversi al torneo di Deuce-to-Seven delle WSOP 2000, senza sapere quasi nulla delle regole del gioco. Dopo aver preso alcune lezioni, riuscì nell'impresa di vincere l'evento aggiudicandosi il suo primo braccialetto delle WSOP.
Nel 2002 vince un altro braccialetto, ma stavolta al Limit Hold'em. Ma il successo arriva grazie al secondo posto nell'Aruba Poker Classic organizzato da UltimateBet, dove grazie alla televisione che segue la tappa del WPT, diventa la nuova faccia femminile del poker famosa in tutto il mondo. Nel 2004 ricominciano i problemi ai reni che la costringono ad un nuovo intervento.
Considerata tra le donne più forti nel mondo del poker, la Harman è stata sposata per 13 anni con Marco Traniello, anch'egli un giocatore professionista di poker, ma nel 2013 hanno avviato le pratiche di divorzio. La Harman è autrice della sezione dedicato al Limit Hold'em nel libro Super System II di Doyle Brunson. Jennifer Harman ha anche recitato una piccola parte nel film sul poker Le regole del gioco del 2007.

## Braccialetti delle WSOP
| Data | Torneo                              | Premio (US$) |
| ---- | ----------------------------------- | ------------ |
| 2000 | $5.000 No Limit Deuce-to-Seven Draw | $146.250     |
| 2002 | $5.000 Limit Hold'em                | $212.440     |